# Dial Telecom
Dial Telecom este o companie furnizoare de telefonie fixă și internet din România.
Firma Dial Telecom a fost achiziționată în anul 2007 de compania Digital Cable Systems.
Dial Telecom avea 2.000 de clienți companii în iulie 2009.
Cifra de afaceri:
- 2010: 27 milioane lei[3]
- 2008: 4 6 milioane euro[2]